# Xenotachina fumifemoralis
Xenotachina fumifemoralis är en tvåvingeart som beskrevs av Fan 1992. Xenotachina fumifemoralis ingår i släktet Xenotachina och familjen husflugor.
Artens utbredningsområde är Shaanxi (Kina). Inga underarter finns listade i Catalogue of Life.